# Show and Tell (Stargate SG-1)
Show and Tell (Espera y Verás en Latinoamérica, Amenaza Invisible en España) es el vigésimo episodio de la segunda temporada de la serie de televisión de ciencia ficción Stargate SG-1, y el cuadragésimo segundo capítulo de toda la serie. 

## Trama
Se produce una activación no programada del Stargate, pero el Iris se abre automáticamente, permitiendo que un pequeño niño entre en la sala. Él dice venir a advertir a la Tierra, de un inminente ataque de un grupo rebelde de una raza alienígena invisible, llamada Re'tu, que desea vencer a los Goa'uld acabando con todo posible huésped (humanos). El niño, que se llamó a sí mismo Charlie, por el hijo del Coronel, les hace saber que su "Madre", esta junto con ellos, pero que no la pueden ver. Ella, al parecer, estaría en el SGC desde hace semanas y así aprendió a abrir el Iris, para que él pudiera pasar. De primero piensan que es solo imaginación del chico, pero luego su "madre" hace un disparo de advertencia, debido a la falta de seriedad de ellos sobre el asunto. Fraiser pronto descubren que este chico fue creado en un laboratorio rápidamente, presentando defectos en sus órganos, por lo que morirá pronto. El SGC llama a los Tok'ra para corroborar lo de los Re'tu. Jacob/Selmak lo confirma, dice que los Re’tu rebeldes son como los terroristas en la Tierra y pueden causar mucho daño. Además trae a la base armas diseñadas para ubicar y destruir Re'tu. Con ayuda de estos detectores, el equipo salen en misión exploratoria a una base Re'tu, pero al volver dejan entrar a un grupo suicida, que comienza a sabotear la base. En una breve cacería eliminan la amenaza, pero la madre de Charlie muere también. Finalmente viendo su deteriorada condición, O'Neill lo convence de irse con los Tok'ra para que lo curen.

## Artistas invitados
- Carmen Argenziano como Jacob Carter.
- Jeff Gulka como Charlie.
- Teryl Rothery como la Dra. Janet Fraiser.